# Listă de conducători de stat din 694
690 - 691 - 692 - 693 - 694 - 695 - 696 - 697 - 698
Aceasta este o listă a conducătorilor de stat din anul 694:

## Europa
- Anglia, statul anglo-saxon Northumbria: Aldfrith (rege, 685-704)
- Anglia, statul anglo-saxon East Anglia: Aldwulf (rege, 664-713?)
- Anglia, statul anglo-saxon Essex: Sebbi (rege, cca. 664-cca. 694), Sigeheard și Sweabheard (Swaefred) (regi, 693/694-cca. 700)
- Anglia, statul anglo-saxon Kent: Wihtred (rege, 694-725)
- Anglia, statul anglo-saxon Mercia: Ethelred (rege, 675-704)
- Anglia, statul anglo-saxon Sussex: Nunna (Nothelm) și Watt (regi, după 692-725)
- Anglia, statul anglo-saxon Wessex: Ine (rege, 688-726)
- Bavaria: Theodo I (duce din dinastia Agilolfingilor, c. 680-716)
- Benevento: Gisulf I (duce, 680-706)
- Bizanț: Justinian al II-lea Rhinotmetos (împărat din dinastia Heraclizilor, 685-695, 705-711)
- Bulgaria: Asparuh (Isperih) (han, 681-cca. 700)
- Francii din Neustria și Burgundia: Clovis al IV-lea (sau al III-lea) (rege din dinastia Merovingiană, 691-694/695) și Childebert al III-lea (rege din dinastia Merovingiană, 694/695-711)
- Friuli: Rodoald (duce, ???-694), Ansfrid (duce, 694) și Ado (duce, 694-705)
- Gruzia, statul Khartlia (Iberia): Guaram al III-lea (suveran, 693-cca. 748)
- Longobarzii: Cunincpert (rege din dinastia bavareză a Agilolfingilor, 688-700)
- Neapole: Bonellus (duce bizantin, 687/688-695/696)
- Ravenna: Ioan al II-lea Platinus (exarh, 687-702)
- Scoția, statul picților: Tarain (rege, 693-697)
- Scoția, statul celt Dalriada: Ferchar Fota (rege, 677-697) și Domnall Donn (rege, 689-696)
- Spoleto: Thrasimund I (duce, 665-703; totodată, conte de Capua)
- Statul papal: Sergius I (papă, 687-701)
- Vizigoții: Egica (rege, 687-cca. 702)

## Asia

### Orientul Apropiat
- Bizanț: Justinian al II-lea Rhinotmetos (împărat din dinastia Heraclizilor, 685-695, 705-711)
- Califatul omeiad: Abd al-Malik ibn Maruan (calif din dinastia Maruanizilor, 685-705)

### Orientul Îndepărtat
- Cambodgia, statul Tjampa: Vikrantavarman al II-lea (rege din a patra dinastie, 686?-731?)
- Cambodgia, statul Chenla: Jayadevi (regină, cca. 681-cca. 713)
- China: Wu Zhao (împărăteasă din dinastia Tang, 684-704) și Gaozong (uzurpator, 684-704)
- Coreea, statul Silla: Hyoso (Yihong) (rege din dinastia Kim, 692-702)
- India, statul Chalukya: Vinayaditya Satiașraya (rege, 681-696)
- India, statul Chalukya răsăriteană: Mangi-Yuvaraja (rege, 672-696)
- India, statul Pallava: Narasimhavarman al II-lea (rege din a doua dinastie, 680-720)
- Kashmir: Tarapida (rege, 691-695)
- Japonia: Jito (împărăteasă, 690-697)
- Nepal: Bhimarjanadeva (rege din dinastia Thakuri, 672-711)
- Sri Lanka: Manavamma (rege din dinastia Silakala, 684-703)
- Tibet: 'Dus-srong gNam-t'ul (chos-rgyal, 676/679-704)